# مدرسة إيرينتي للفتيات المكفوفات
مدرسة إيرينتي للبنات المكفوفات تأسست سنة 1963 من قبل الكنيسة اللوثرية في جبال أوسامبارا، بمنطقة لوشوتو، تنزانيا. وهي مدرسة صغيرة داخلية ابتدائية، وتشمل مناهجها التدريب الحرفي والزراعة.

## وصلات خارجية
- مدرسة إيرينتي للمكفوفين – لوشوتو، تنزانيا

4°48′S 38°17′E / 4.80°S 38.29°E